# Paul Laven
Paul Laven (* 11. Dezember 1902 in Mönchengladbach; † 19. Oktober 1979 in Nidda) war ein deutscher Rundfunkjournalist und Schriftsteller. Er gilt als einer der Pioniere der Rundfunkreportage.

## Leben
Nach Ende seines Studiums und nach erfolgreicher Promotion in Freiburg wirkte er zunächst als Redakteur bei der renommierten Frankfurter Zeitung, arbeitete aber schon seit Anfang 1925 bei der damaligen Südwestdeutschen Rundfunkdienst A.G. als freier Mitarbeiter mit. Nach 1925 wurde Laven nicht nur ständiger Redakteur des Frankfurter Rundfunks, sondern bald auch einer der bekanntesten Reporter für Sport und Aktuelles. 1926 wurde er Abteilungsleiter für „Zeitgeschehen“ bei der Südwestdeutschen Rundfunkdienst A.G. 
Laven galt als ein Pionier der Rundfunks; er entwickelte eigene Formen der aktuellen Berichterstattung, besonders die frei gesprochene Rundfunkreportage. Er galt als beim Publikum beliebt. Bekannt sind seine Beiträge zur Mainregatta am 28. Juni 1925, zur ersten Liveübertragung einer deutschen Fußballmeisterschaft am 13. Juni 1926 und den Olympischen Spielen 1936, aber auch Fußballreportagen, Berichte zu Autorennen und Interviews und Reportagen außerhalb des Sportes.
Laven lieferte, wie aus einer der wenigen erhaltenen Radioaufzeichnungen hervorgeht, per Live-Berichterstattung eine für viele der damaligen Olympia-Reportagen 1936 charakteristische Beschreibung zum japanischen 10.000-Meter-Läufer Kohei Murakoso: „… der kleine strampelnde gelbe Mann hat die Spitze erkämpft.“
In den Jahren 1936 bis 1939 wirkte er beim Reichssender Leipzig. 1939 wurde er Chefsprecher bei der Reichssendeleitung in Berlin. Diese Position musste er nach einem folgenschweren Wehrdienst-Unfall im selben Jahr aufgeben. Fortan arbeitete er als freier Schriftsteller und wurde nur noch gelegentlich in den 1950er Jahren als Reporter für den Südwestfunk Baden-Baden aktiv. 
Er wurde als Autor tätig.
Laven starb 1979 im Niddaer Stadtteil Bad Salzhausen.

## Werke
- Fair Play. Meister des Sports im Kampf. J.G. Cotta’sche Buchhandlung Nachf., Stuttgart 1950; erweiterte Neuauflage: Wilhelm-Limpert-Verlag, Frankfurt am Main 1961
- Bunte erregende Welt. Schlichtenmayer, Tübingen am Neckar 1964.

## Auszeichnungen
- 1967: Erster Preis für Sporterzählungen des Verbandes Deutsche Sportpresse für das Buch Bunte erregende Welt.[3]